# جيم بوتون
جيمس آلان بوتون 8 مارس 1939 - 10 يوليو 2019) كان لاعب بيسبول أمريكي محترف. لعب بوتون في دوري البيسبول الرّئيسي (MLB) بصفته لاعبًا لفريق نيويورك يانكيز وسياتل بايلوتس وهيوستن أستروس وأتلانتا بريفز بين عامي 1962 و1978. لقد كان أيضًا مؤلفًا وممثلًا وناشطًا ومذيعًا رياضيًا الأكثر مبيعًا وأحد مبدعي مضغ الدوري الكبير .
لعب بوتون البيسبول الجامعي في جامعة ويسترن ميشيغان ، قبل أن يوقع أول عقد احترافي له مع فريق يانكيز. كان عضوًا في أبطال بطولة العالم لعام 1962، وظهر في لعبة البيسبول كل النجومMLB لعام 1963 ، وفاز بكلتا مشاركاته في بطولة العالم لعام 1964. في وقت لاحق من حياته المهنية، قام بتطوير ورمي كرة المفصل. قام بوتون بتأليف كتاب البيسبول عام 1970 الكرة الرّابعة، والّذي كان عبارة عن مذكّرات مجمّعة لموسم 1969 ومذكّرات عن السّنوات التي قضاها مع يانكيز والطّيارين وأستروس.

## مهنة الهواة والكلية
ولد بوتون في نيوارك ، نيو جيرسي، وهو ابن جيرترود (فيشر) وجورج هيمبستيد بوتون، وهو مدير تنفيذي. نشأ كمشجّع لفريق نيويورك جاينتس في روشيل بارك، نيو جيرسي، حيث عاش حتّى سن 13 عاش مع عائلته في ريدجوود، نيو جيرسي حتّى بلغ 15 عامًا، عندما انتقلت عائلته إلى هوموود، إلينوي. التحق بوتون بمدرسة بلوم الثّانوية، حيث لعب لفريق البيسبول بالمدرسة.
أُطلق على بوتون لقب "بوتون الإحماء" لأنه لم يتمكن من اللعب في أي لعبة مطلقًا، وكان يقضي معظم وقته في دور لاعب تدفئة البدلاء.  كان نجم بلوم في ذلك الوقت هو جيري كولانجيلو، الذي أصبح فيما بعد مالكًا لفريق Arizonaأريزونا دايموند باكس وفينيكس صنز. في الدّوريات الصّيفية، لم يكن بوتون يرمي بقوّة كبيرة، لكنّه نجح في إخراج الضّربات عن طريق مزج الملاعب التّقليدية مع كرة المفصّل الّتي جربها منذ الطفولة. التحق بوتون بجامعة ويسترن ميشيغان، وشارك في فريق البيسبول ويسترن ميشيغان برونكو. حصل على منحة دراسية في سنته الثّانية. في ذلك الصّيف، لعب البيسبول للهواة، ولفت انتباه الكشّافة. وقع كشاف يانكيز آرت ستيوارت على بوتون مقابل 30 ألف دولار.

## مهنة محترفة
وقع بوتون مع فريق يانكيز بصفته وكيلًا حرًا للهواة في عام 1959. بعد اللعب في دوري البيسبول الصغير، بدأ بوتون مسيرته الرّئيسية في الدّوري عام 1962 مع فريق يانكيز، حيث أكسبته مثابرته لقب "بولدوج". بحلول هذا الوقت، كان قد طور كرة سريعة هائلة. أصبح معروفًا أيضًا بقبعته الّتي تحلق من رأسه عند الانتهاء من تسليمه إلى اللوحة، وكذلك لزيّه الرّسمي رقم 56، وهو رقم يتمّ تخصيصه عادةً في تدريبات الرّبيع للاعبين المعينين للبطولات الصّغيرة. (أوضح بوتون لاحقًا أنّه تمّ تخصيص الرقم له في عام 1962 عندما تمّت ترقيته إلى فريق يانكيز، وأراد الاحتفاظ به كتذكير بمدى اقترابه من عدم الانضمام إلى نادي الكرة. ارتدى الرّقم 56 طوال معظم مسيرته في الدّوري الرّئيسي.)
ظهر بوتون في 36 مباراة (16 بداية) خلال موسم 1962، حيث ذهب 7-7 مع تصديين و3.99 عصر. لم يلعب في فوز يانكيز في بطولة العالم لعام 1962 على عمالقة سان فرانسيسكو، على الرّغم من أنّه كان من المقرّر في الأصل أن يبدأ الّلعبة 7. عندما تم تأجيل المباراة ليوم واحد بسبب المطر، رالف تيري نصب بدلا من ذلك. ذهب بوتون 21-7 و18-13 في الموسمين التّاليين، وظهر في لعبة كل النّجوم عام 1963. في الّلعبة 3 من بطولة العالم عام 1963، قام دون درايسديل من فريق لوس أنجلوس دودجرز بتسديد ثلاث ضربات في فوز 1-0، بينما تخلّى بوتون عن أربع ضربات فقط في سبع جولات لفريق يانكيز. تمّ تسجيل الجري الوحيد في الشّوط الأوّل على المشي والملعب البرّي والفرد بواسطة تومي ديفيس والّذي ارتد من تلّة الرّمية.
فاز بوتون بكلتا بدايته في بطولة العالم عام 1964. لقد تغلب على سانت لويس كاردينالز 2-1 بلعبة كاملة بستة ضارب في 10 أكتوبر في جولة خارج المنزل بواسطة ميكي مانتل، ثمّ فاز مرة أخرى في 14 أكتوبر في ملعب بوش، 8-3، مدعومًا بعباءة أخرى. هوميروس وأ الضربات العنيفة الكبرى جو بيبيتون.  كان عمره 2–1 مع 1.48 عصرًا في ثلاث مباريات بطولة العالم المهنية.

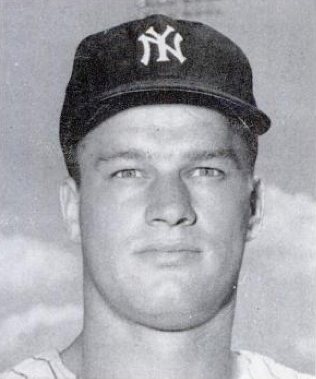
بوتون في عام 1963 مع يانكيز.

ربما ساهم استخدام بوتون المتكرّر من قبل يانكيز خلال هذه السّنوات (قاد الدّوري بـ 37 مباراة في عام 1964 بالإضافة إلى المشاركة في بطولة العالم لذلك العام) في مشاكل ذراعه الّلاحقة. في عام 1965، أدت إصابة في ذراعه إلى إبطاء الكرة السّريعة وأنهت مكانته كظاهرة في الرّمي. بعد أن هبط بوتون في الغالب إلى مهمة لعبة الثيران، بدأ في رمي كرة القدم مرة أخرى، في محاولة لإطالة مسيرته المهنية. لقد كان عمره 1 – 1 في 12 مباراة عندما تم بيع عقده في 15 يونيو 1968 من قبل يانكيز إلى سياتل بايلوتس قبل أن يلعب امتياز التّوسعة أيّ لعبة. تم تعيينه في سياتل أنجيه للفترة المتبقية من الحملة. في أكتوبر 1968، انضم بوتون إلى لجنة من الرّياضيين الأمريكيّين الّذين سافروا إلى دورة الألعاب الأولمبية الصّيفية لعام 1968، في مكسيكو سيتي، للاحتجاج على توّرط نظام الفصل العنصري في جنوب أفريقيا.
تم استخدامه بشكل حصري تقريبًا خارج ساحة اللعب من قبل الطيارين في عام 1969. في 16 مايو ، قدم ثلاث جولات راحة دون السماح له بالركض ضد بوسطن ريد سوكس في فينواي بارك. سجّل الطّيارون ستة أهداف في الجزء العلوي من الشّوط الحادي عشر ليحققوا له الفوز، على الرّغم من أنّ مخففي سياتل الآخرين عادوا بخمسة أشواط في الجزء السّفلي من الشّوط الحادي عشر. حقّق بوتون فوزًا آخر في يوليو ضدّ فريق ريد سوكس بنتيجة 11⁄3 من الرّاحة، مرّة أخرى عدم السّماح بالضّربة. في أكثر من 57 ظهورًا مع الطّيارين، قام بتجميع الرّقم القياسي 2–1 مع 3.91 عصرًا.
قام الطّيارون بتبادله مع هيوستن أستروس في أواخر أغسطس، حيث كان بوتون 0-2 مع 4.11 ERA في 16 ظهور (بداية واحدة).

### الكرة الرابعة
حوالي عام 1968، الكاتب الرياضي ليونارد شيكتر، الذي كان صديقًا لبوتون خلال الفترة الّتي قضاها مع فريق يانكيز، عرض عليه فكرة كتابة مذكّرات لمدة موسم. وافق بوتون. كان قد سجل بعض الملاحظات خلال موسم 1968 بهدف مماثل.
سجلت المذكرات التي أصبحت الكرة الرابعة تجارب بوتون في العام التّالي مع الطيّارين. اتّبعت المذكّرات أيضًا بوتون خلال الفترة الّتي قضاها لمدة أسبوعين مع فريق فانكوفر ماونتيس الثّلاثي في أبريل، وبعد تجارته مع هيوستن أستروس في أواخر أغسطس. لم تكن الكرة الرابعة أول يوميات لعبة البيسبول (كتب جيم بروسنان، لاعب سينسيناتي ريدز، كتابين من هذا القبيل)، لكنّها أصبحت معروفة ومناقشتها على نطاق أوسع من سابقاتها.
كان الكتاب بمثابة نظرة صريحة من الداخل على الفرق الرياضية المحترفة، ويغطي الجانب خارج الملعب من حياة البيسبول، بما في ذلك الغيرة التّافهة، والنّكات الفاحشة، وقطط الّلاعبين في حالة سكر، وتعاطي المخدّرات الرّوتيني، بما في ذلك من قبل بوتون نفسه. عند نشره، وصف مفوض البيسبول باوي كون الكرة الرّابعة بأنها "تضرّ بالبيسبول"، وحاول إجبار بوتون على التّوقيع على بيان يقول إنّ الكتاب خيالي تمامًا. لكن بوتون رفض إنكار أيّ من اكتشافات Ball Four. لم يسامحه بعض زملائه أبدًا على الكشف عن المعلومات المقدّمة له سرّاً وتسمية الأسماء. جعل الكتاب بوتون لا يحظى بشعبيّة لدى العديد من الّلاعبين والمدربين والمسؤولين في الفرق الأخرى أيضًا. تمّ إدراجه بشكل غير رسمي في القائمة السّوداء من لعبة البيسبول.
كانت كتابات بوتون بأسلوب حياة ميكي مانتل الأكثر شهرة، بالرّغم من أنّها تتكوّن من صفحات قليلة من الكرة الرّابعة وكان الكثير من المواد مجانيّة. على سبيل المثال، عندما حصل بوتون على أوّل فوز له في البطولة بصفته يانكي، وصف مانتل وهو يضع "سجادة حمراء" من المناشف البيضاء تؤدي مباشرة إلى خزانة بوتون تكريمًا له.
مكّن الجدل ومبيعات الكتب بوتون من كتابة تكملة، أنا سعيد لأنك لم تأخذ الأمر على محمل شخصيّ، حيث ناقش الجدل وردود الفعل على الكرة الرّابعة، ونهاية مسيرته الأصليّة في التّرويج وانتقاله إلى أن يصبح مذيع رياضيّ في نيويورك.

### التقاعد
تقاعد بوتون في منتصف موسم 1970، بعد وقت قصير من إرساله فريق أستروس إلى البطولات الصّغيرة. بعد عدد قليل من المظاهر غير المرضية، ترك بوتون لعبة البيسبول ليصبح مذيعًا رياضيًا محليًا لمحطة نيويورك WABC-TV، كجزء من أخبار شاهد العيان؛ شغل لاحقًا نفس الوظيفة في WCBS-TV. في عام 1973، نشر بوتون مجموعة من حكايات المديرين، بما في ذلك واحدة كتبها بوتون نفسه عن جو شولتز مديره مع فريق سياتل بايلوتس. أصبح بوتون أيضًا ممثّلًا، حيث لعب دور تيري لينوكس في فيلم روبرت ألتمان وفيلمالوداع الطويل (1973)، بالإضافة إلى الدّور الرئيسي لجيم بارتون في المسلسل التّلفزيوني CBS عام 1976 Ball Four، والّذي تمّ اقتباسه بشكل فضفاض من الكتاب. تمّ إلغاء العرض بعد خمس حلقات. بعد عقود من الزّمن، سيكون لبوتون أيضًا ظهور قصير من سطر واحد كمدرّب نصب في فيلم جيمس إل بروكس لعام 2010 كيف تعرف؟
بحلول منتصف سبعينيّات القرن العشرين، رأى الجمهور أنّ كتاب الكرة الرّابعة هو تصوير صريح وكوميدي لتقلّبات حياة لعبة البيسبول. ذهب بوتون إلى دائرة المحاضرات بالكلّية، وألقى محادثات فكاهيّة حول تجاربه. قام بتأليف تكملة، أنا سعيد لأنّك لم تأخذ الأمر على محمل شخصي ، وقام لاحقًا بتحديث الكتاب الأصلي بملحق موسع جديد يوفّر تحديثًا لمدة عشر سنوات، أطلق عليه اسم الكرة الخامسة.

### يعود

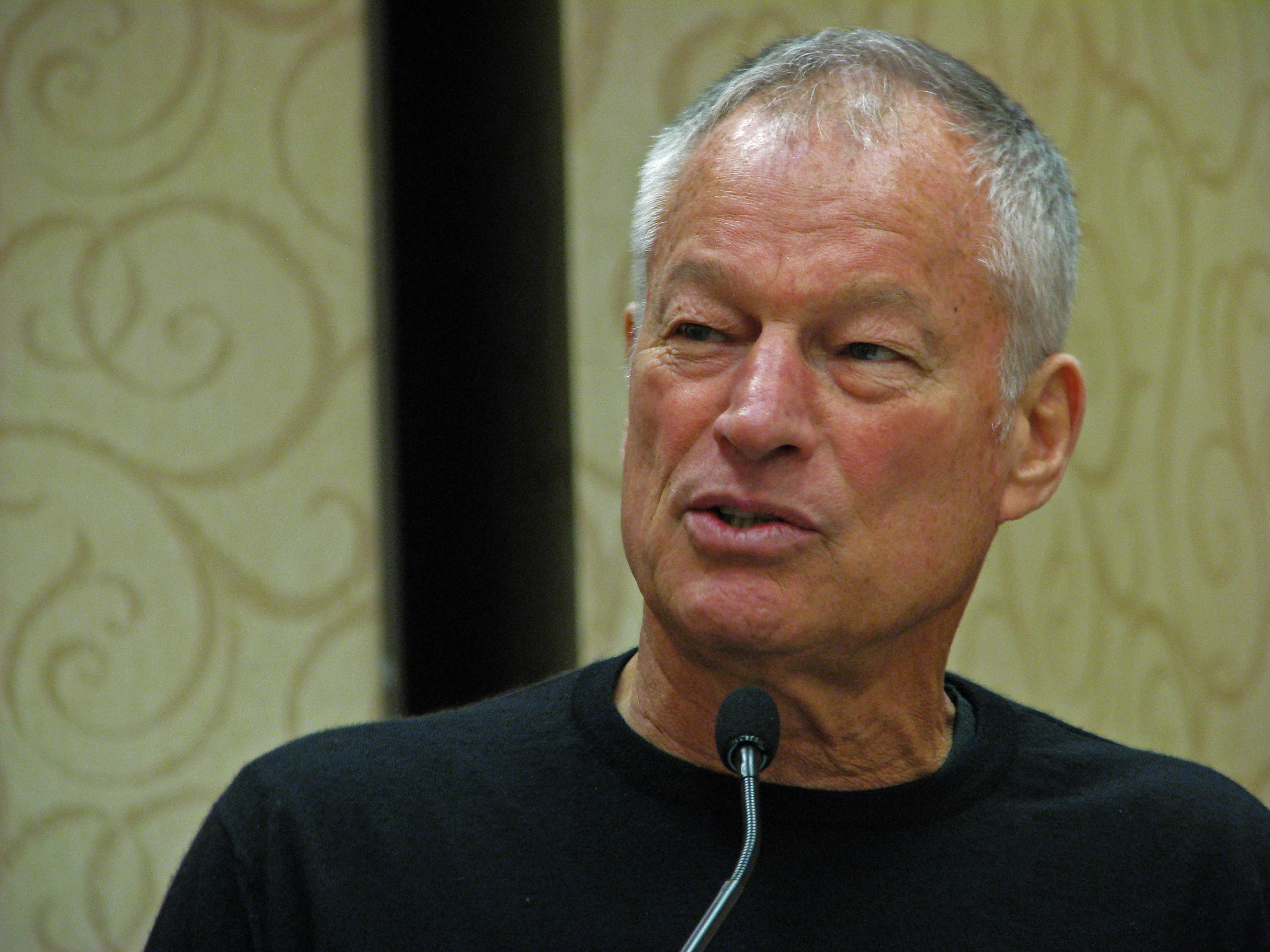
جيم بوتون يتحدث في الاحتفال بالذكرى السنوية للطيارين في سياتل في أغسطس 2009

أطلق بوتون عرض عودته مع فريق بورتلاند مافريكس من فئة أ الدّوري الشّمالي الغربي في عام 1975، محقّقًا الرّقم القياسي 5-1. لقد تخطّى موسم 1976 للعمل في المسلسل التّلفزيوني، لكنّه عاد إلى الماس في عام 1977 عندما وقع عليه بيل فيك على عقد دوري ثانوي مع فريق شيكاغو وايت سوكس. كان بوتون بلا فوز بالنّسبة لنادي مزرعة وايت سوكس. فترة قضاها في الدوري المكسيكي وتبع ذلك العودة إلى بورتلاند.
في عام 1978، وقع تيد تورنر مع بوتون لعقد مع أتلانتا بريفز. بعد موسم ناجح مع مزدوج-A سافانا بريفز من الدّوري الجنوبي ، تمّ استدعاؤه للانضمام إلى دورة أتلانتا في سبتمبر، وقام بتجميع الرّقم القياسي 1–3 مع 4.97 عصرًا في خمس بدايات. تم تأريخ عودته المتعرجة إلى الشّركات الكبرى في كتاب للكاتب الرّياضي تيري بلوتو، الصيف الأعظم. قام بوتون أيضًا بتفصيل عودته في الذّكرى العاشرة لإعادة إصدار كتابه الأول بعنوان Ball Four Plus Ball Five، بالإضافة إلى إضافة Ball Six، وتحديث قصص اللاعبين في Ball Four، لإصدار الذّكرى العشرين. تم تضمينهم جميعًا (في عام 2000) باسم الكرة الرّابعة: الملعب النّهائي، جنبًا إلى جنب مع خاتمة جديدة توضّح بالتّفصيل وفاة ابنته ومصالحته مع يانكيز.
بعد عودته إلى الشّركات الكبرى، واصل بوتون الّلعب على المستوى شبه الاحترافي لفريق مقاطعة بيرغن بولاية نيوجيرسي الّذي يُدعى ويتستوود ايميرسون، من بين فرق أخرى في دوري متروبوليتان للبيسبول في شمال نيوجيرسي، بينما كان يعيش في تينيك. نيو جيرسي.
بمجرّد انتهاء مسيرته في لعبة البيسبول للمرّة الثّانية، أصبح بوتون أحد مخترعي " مضغ الدوري الكبير "، وهي علكة ممزقة مصمّمة لتشبه مضغ التّبغ وتباع في كيس يشبه التّبغ. شارك أيضًا في تأليف Strike Zone (رواية بيسبول) وقام بتحرير مختارات عن المديرين بعنوان لقد تمكنت من تحقيق النجاح، لكن الصبي لم يلعب بشكل سيئ (نُشر عام 1973). أحدث كتاب له هو "Foul Ball"، وهو وصف غير خيالي لمحاولته إنقاذ حديقة واكونا، وهو ملعب تاريخي لدوري البيسبول الصغير في بيتسفيلد، ماساتشوستس. صدر الكتاب عام 2003 وتمّ تحديثه لاحقًا في عام 2005.
على الرّغم من أن بوتون لم يتمّ إعلانه رسميًا أبدًا شخصًا غير مرغوب فيه من قبل يانكيز أو أي فريق آخر نتيجة لكشف ' الرابعة، فقد تمّ استبعاده من معظم الوظائف المتعلقة بالبيسبول، بما في ذلك ألعاب أولد تايمر. ترددت شائعات بأنّ ميكي مانتل نفسه أخبر فريق يانكيز أنه لن يحضر أبدًا لعبة أولد تايمر الّتي تمّت دعوة بوتون إليها. في وقت لاحق، نفى مانتل هذه التهمة خلال رسالة عبر جهاز الرّد الآلي إلى بوتون بعد وفاة بيلي نجل مانتل بسبب السّرطان في عام 1994 - وكان مانتل يسلم بطاقة تعزية أرسلها بوتون.
في 21 يونيو 1998 (عيد الأب) كتب الابن الأكبر لبوتون، مايكل، رسالة مفتوحة إلى يانكيز، والتي تم نشرها في اوقات نيويورك، حيث وصف مايكل معاناة والده بعد وفاة أخت مايكل لوري في أغسطس 1997 عن عمر يناهز 60 عامًا. 31، مع رغبة مايكل في أن يقوم فريق يانكييس بدعوة بوتون إلى لعبة أولد تايمر في 25 يوليو؛ أشار إلى قرار يوغي بيرا بعدم المشاركة في اللعبة طالما كان جورج ستينبرينر هو المالك، لكنه استشهد بها على أنّها تافهة تمامًا (بيرا على الرّغم من ستاينبرينر كما هو الحال بالنّسبة لشتاينبرينر على الرّغم من بوتون).  لم يمض وقت طويل بعد ذلك، اختار يانكيز دعوته إلى لعبة أولد تايمرز. في 25 يوليو 1998، تلقّى بوتون، الّذي كان يرتدي رقمه المألوف 56، ترحيبا حارا عندما اعتلى التّل في استاد يانكي.
أنجب بوتون وزوجته الأولى بوبي طفلين معًا، مايكل ولوري، وتبنّوا يتيمًا كوريًا يُدعى كيونغ جو. غيّر كيونغ جو اسمه لاحقًا إلى ديفيد. انفصل بوبي وبوتون عام 1981 في عام 1983، تعاونت زوجة بوتون السابقة مع نانسي مارشال، الزّوجة السّابقة للرامي مايك مارشال ، لكتابة كتاب يحكي كلّ شيء بعنوان الألعاب المنزليّة.
في عام 1997، قُتلت لوري في حادث سيّارة عن عمر يناهز 31  تزوّج بوتون لاحقًا من باولا كورمان. كان لديهم ستة أحفاد.
وفي عام 2012، أصيب بوتون بسكتة دماغية لم تضعفه جسديًّا ولكنّها أضرت بذاكرته وقدرته على التحدث.
قام بوتون بترويج اتحاد الكرة الأساسية القديم لتشكيل أندية ودوريات كلاسيكية على المستوى الدولي، لتدوين القواعد والمعدّات الخاصّة بأصوله الّتي تعود إلى القرن التّاسع عشر، وتنظيم المسابقات.
كان بوتون مندوبًا للمؤتمر الوطني الدّيمقراطي لعام 1972 لجورج ماكجفرن.
توفي بوتون في منزله في 10 يوليو 2019، بعد أسابيع من الرّعاية في دار المسنّين بسبب اعتلال الأوعية الدموية الدماغية، عن عمر يناهز الثمانين.

## كتابات
- لقد مرت الكرة الرابعة بالعديد من الإصدارات المنقحة بشكل كبير، وآخرها الكرة الرابعة: الملعب النهائي ، دار نشر بولدوج. (أبريل 2001)،(ردمك 0-9709117-0-X) .
- أنا سعيد لأنك لم تأخذ الأمر على محمل شخصي
- لقد تمكنت من الإدارة بشكل جيد، ولكنهم لم يلعبوا بشكل سيء - تم تحريره وتعليقه بواسطة بوتون، وجمعه نيل أوفن.
- كرة كريهة ، بولدوج للنشر. (يونيو 2003)،(ردمك 0-9709117-1-8) .
- منطقة الإضراب ، كتب الخاتم. (مارس 1995)،(ردمك 0-451-18334-7) (مع إليوت أسينوف).